# 東勝寺合戦
東勝寺合戦（とうしょうじがっせん）は、鎌倉時代末期の1333年（元弘3年、正慶2年）に相模国鎌倉（現在の鎌倉市）で行われた戦い。1331年（元弘元年、元徳3年）から開始された後醍醐天皇の倒幕運動である元弘の乱の最後の戦いである。北条氏が率いる鎌倉幕府はこれに負け滅亡した。
鎌倉幕府得宗の北条高時と一族の北条氏は、最後は討幕軍に包囲され鎌倉の東勝寺に籠り自刃した。高時と共に自刃した主な人々は、北条氏では金沢貞顕、北条茂時、常盤範貞、大仏家時ら、文士では摂津親鑒・高親父子、外様では安達時顕、御内人では長崎円喜らがいる。

## 東勝寺
東勝寺は、第3代執権の北条泰時が退耕行勇（たいこうぎょうゆう）を開山として葛西ヶ谷（鎌倉市小町）に創建した北条氏の菩提寺である。

## 背景
1331年（元弘元年、元徳3年）8月、後醍醐天皇が笠置山で挙兵、これに応じて楠木正成も河内で挙兵して、元弘の乱が始まる。幕府は鎮圧の兵を上らせ、上野国の御家人新田義貞も加わった。9月には笠置山が陥落し、後醍醐天皇は捕らえられて隠岐へ配流とされた。
1333年（元弘3年、正慶2年）、楠木勢は千早城で再挙し、幕府の大軍を相手に奮戦する。これに触発されて播磨では赤松則村（円心）が蜂起し、伊予でも反乱が起こる。幕府はさらに北条一族名越高家と下野国の有力御家人、足利高氏に大軍を率いさせて西国に派遣する。閏2月には後醍醐天皇が隠岐を脱出して船上山に拠り、4月には高氏が篠村八幡において幕府に反旗。足利勢らは京都の六波羅探題を滅ぼし、都を制圧する。
5月、上野へ帰った義貞は生品明神において挙兵し、東山道を西進して鎌倉進撃を開始した。新田軍は一族や周辺豪族を集めて兵を増やしつつ、利根川を越えて武蔵へ進む。鎌倉を脱出した高氏の嫡子である千寿王と合流、鎌倉街道を進む。幕府側では北条泰家らを迎撃のために向かわせるが、入間川と久米川（現在の東京都東村山市）での合戦で敗退し、分倍河原の戦い（現在の東京都府中市）でも敗れた。新田軍は鎌倉へと迫った。

## 経過
各地で敗走した鎌倉勢は、鎌倉の七切通しを封鎖。新田勢は関口を本拠に、小袋坂・化粧坂・極楽寺坂の三方から攻撃することとし、義貞はそれぞれの指揮を執る将を新田一族で固めた。小袋坂は山側で鎌倉勢の執権の赤橋守時が守るのに対し新田勢は堀口貞満らが攻めた。中央の化粧坂には金沢貞将に対し新田義貞・脇屋義助が率いる主力が攻める。七里ヶ浜に面する海側の極楽寺坂は大仏貞直が守り、大舘宗氏らが攻めた。戦いは膠着し、小袋坂では赤橋守時を自害させたが、極楽寺坂では指揮を執る大舘宗氏が戦死するほど苦戦する（大舘氏参照）。
義貞は切通しの突破を諦めて、干潮を利用しての稲村ヶ崎から海岸線ルートでの鎌倉侵攻を試みる（室町時代に成立した軍記物語『太平記』によれば、義貞が海神に祈願すると潮が引き、新田勢は由比ヶ浜へ進入、鎌倉へ進攻できたとされる）。背後を突かれた形となった幕府軍は鎌倉市街や切通しなどで大仏貞直・大仏宣政・金沢貞将・本間山城左衛門、そして他に第13代執権の普恩寺基時（北条基時）などが戦死した。
北条高時らは東勝寺に追い詰められ自害した。『太平記』によれば寺に篭った北条一族と家臣は、長崎高重・摂津親鑒・諏訪直性ら北条被官から順にそれぞれ切腹し、長崎新右衛門が祖父の長崎円喜を刺し殺して自らも切腹すると、最後に高時、そして正室の父の安達時顕と自害したという（他に自害したのは第15代執権の金沢貞顕、連署の北条茂時など）。『太平記』には、自害した人々は283人の北条一族と家臣、後に続いた兵を合わせて総数870余人とあるが、文学的誇張もあると推察される。高時らの自害を知った安東聖秀らもまた、降伏勧告を拒絶して市中で自害した。

## 東勝寺合戦をめぐる伝承

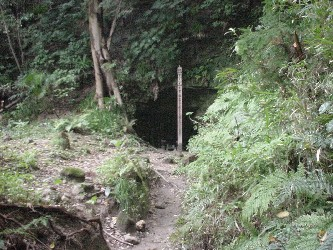
腹切りやぐら

東勝寺跡の北方には「腹切りやぐら」と呼ばれるやぐらが存在している。発掘調査では、三つ鱗の入った瓦などが見つかったものの遺骨の発見はなく、新田勢や時宗の僧らによって遺体が処理されたと考えられている。『太平記』によると、北条高時に続いて「名越の一族三十四人、赤橋・常盤・佐介の人々四十六人、その門葉たる人々二百八十三人、われ先にとぞ切りたりける」とあるが、常盤家の自害については記録が詳しく残っておらず、東勝寺で滅亡したかは定かではない。腹切りやぐらは、その名称から東勝寺での戦死者と何らかの関係があるとされていて、今でも供養会では卒塔婆が立てられる。ただ、高時の首塚を伝えるやぐらは各所に存在する。
鎌倉でのこの戦闘の後、この地で死んだ北条一族を弔うため、足利尊氏によって宝戒寺が建てられた。宝戒寺の地は、もとの北条得宗家邸の地である。
鎌倉市浄明寺の釈迦堂谷奥山頂部には、「宝戒寺二世普川国師入定窟」と伝える巨大なやぐらを中心に、「釈迦堂奥やぐら群」と称する多数のやぐら群が存在した。やぐら群にはかつて多量の生焼けの人骨があり、昔から東勝寺での遺体をこのやぐら群に葬ったとの伝承があった。昭和40年代の宅地開発の際にやぐらが破壊され、「元弘三年五月廿八日」の銘のある五輪塔の一部が発見された。まさに東勝寺合戦の初七日の供養を示すものであり、伝承が事実であったことがわかった。